# Nikolaj Gogol' (Vladimir Nabokov)
Nikolaj Gogol' (Nikolai Gogol) è un saggio letterario in lingua inglese del 1944 di Vladimir Nabokov.

## Storia editoriale
Vladimir Nabokov, giunto negli Stati Uniti nel maggio 1940, diresse dal 1941 al 1948 il Dipartimento di russo del Wellesley College dove tenne fra l'altro dei corsi di letteratura russa rivolti a studentesse che in genere ignoravano la lingua russa. Già nel 1940, prima di iniziare la sua carriera accademica, Nabokov cominciò a preparare centinaia di lezioni di letteratura russa scrivendo appunti per circa 2000 pagine . Le lezioni tenute da Nabokov al Wellesley College, e successivamente alla Cornell University, sono state raccolte e pubblicate postume, a cura di Fredson Bowers, in due volumi, il primo dedicato agli scrittori inglesi, francesi e tedeschi, il secondo dedicato agli scrittori russi . Nell'insegnamento, Nabokov dava grande spazio ai testi degli scrittori oggetto delle lezioni, utilizzando volumi tradotti in lingua inglese . Nel caso di Gogol' — poiché Nabokov riteneva che «in molte lingue, le vecchie traduzioni non valgono assolutamente niente, e dovrebbero essere eliminate dalle biblioteche pubbliche e universitarie» — Nabokov procedette a tradurre in lingua inglese i testi originali di Gogol' in lingua russa. Nella sezione conclusiva del volume Nikolaj Gogol', intitolata "Commenti", Nabokov afferma che fu il titolare della casa editrice, evidentemente James Laughlin della New Directions, a commissionargli il volume su Gogol' e a chiedergli di aggiungere in appendice una biografia di Gogol'. La composizione richiese quasi un anno di lavoro; il testo fu pubblicato nel 1944 ed ebbe successo: in una lettera a Nabokov del 31 maggio 1945, il critico Edmund Wilson gli racconta di aver trovato una copia dell'opera in una libreria di Roma, città con i segni della guerra appena conclusa, e gli riferisce inoltre il giudizio entusiastico di Mario Praz.  Una nuova "Corrected Edition" del Nikolaj Gogol' venne pubblicata nel 1961; questa seconda edizione fu tradotta in varie lingue. In Italia il saggio fu pubblicato da Mondadori nel 1972 e da Adelphi nel 2014.

## Contenuto

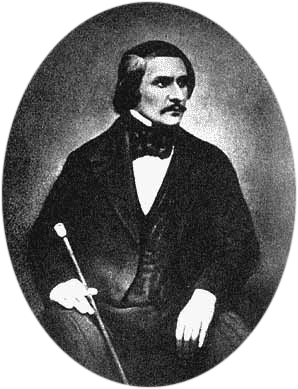
Nikolaj Gogol' in un dagherrotipo che gli fu fatto a Roma nel 1845 e descritto minuziosamente da Vladimir Nabokov.

Il saggio di Nabokov è composto da sei sezioni («I. Morte, e giovinezza»; «II. Lo spettro governativo»; «III. Il nostro signor Cičikov»; «IV. Maestro e guida»; «V. L'apoteosi d'una maschera»; «VI. Commenti») più una «Cronologia della vita e delle opere di Nikolaj Vasil'evic Gogol'» e un «Indice analitico» imposti, a detta di Nabokov, dall'editore e contro il volere dell'autore. La biografica di Gogol' non segue l'ordine cronologico delle biografie tradizionali: la morte di Gogol' viene trattata nella prima pagina primo capitolo, la sua nascita nell'ultima frase del quinto capitolo). Delle opere di Gogol, Nabokov si interessa solo a qualche racconto, all'Ispettore generale, al Cappotto e alle Anime morte, mentre le restanti opere lo «lasciano del tutto indifferente».
Per Nabokov l'immagine di Gogol' in molti paesi è fuorviante ("Gogol', il realista", o "Gogol', grande oppositore della schiavitù e della burocrazia", o "Gogol', il Dickens russo") nata da cattive traduzioni o dalle interpretazioni dei critici russi progressisti che videro in queste opere «una condanna del pošlust' sociale, emanante da una Russia provinciale e burocratica in cui esistevano ancora i servi della gleba; e così non capirono di che si trattava». Dirà Nabokov nelle Lezioni di letteratura russa che opere come L'ispettore generale o Le anime morte «sono prodotti della fantasia gogoliana, dei suoi incubi personali (...)  Non sono e non potevano essere un ritratto della Russia del suo tempo, poiché, tra l’altro, lui la Russia la conosceva appena».

## Critica
Il saggio di Nabokov si Gogol' fu immediatamente apprezzato. È già stato citato il giudizio positivo di Mario Praz registrato da Edmund Wilson. La scrittrice e critica americana Elizabeth Hardwick, in un intervento del 15 aprile 1999 a New York, in occasione del centenario della nascita di Nabokov, ebbe a definire «brillante» il saggio su Gogol' giudicandolo «una delle opere più esilaranti, coinvolgenti e originali mai scritte da uno scrittore su un altro scrittore».

### Fonti critiche
- Fredson Bowers, Nota del curatore, in Vladimir Nabokov, Lezioni di letteratura [Lectures on literature], a cura di Fredson Bowers, traduzione di Ettore Capriolo, Milano, Garzanti, 1982  [1980],  pp. 21-22, ISBN 88-11-59957-1.
- Vladimir Nabokov, Lezioni di letteratura russa [Lectures on russian literature], a cura di Fredson Bowers, collana Saggi blu, traduzione di Ettore Capriolo, Milano, Garzanti, 1987  [1981], ISBN 88-11-67501-4.
- Vladimir Nabokov, Parla, ricordo [Speak, memory], traduzione di Bruno Oddera, Milano, Arnoldo Mondadori Editore, 1962.
- (EN) Edmund Wilson e Vladimir Nabokov, Dear Bunny, Dear Volodya: the Nabokov-Wilson letters, 1940-1971, Introductory essay by Simon Karlinsky, 2ª ed., Berkeley, University of California press, 2001, ISBN 0-520-22080-3.

### Edizioni
- (EN) Vladimir Nabokov, Nikolai Gogol, 1ª ed., New York, New Directions Publishing, 1944.
- (EN) Nikolai Gogol, 2  (Corrected Edition), New York, New Directions Publishing, 1961.
- Nikolaj Gogol', collana Saggi; 41, traduzione di Annamaria Pelucchi, 1ª ed., Milano, Arnoldo Mondadori Editore, 1972.
- Nikolaj Gogol', collana Biblioteca Adelphi; 629, traduzione di Cinzia De Lotto e Susanna Zinato, Postfazione di Cinzia De Lotto e Susanna Zinato, Milano, Adelphi, 2014, ISBN 978-88-459-2931-1.